# Науру на олимпийските игри
Науру дебютира на Летни олимпийски игри през 1996 в Атланта, с което става най-малката нация в света участвала на най-големия спортен форум. Островната държава никога не е участвала на зимна Олимпиада. Между 1996 и 2008 Науру изпраща свои атлети само в надпреварата по вдигане на тежести и едва на Игрите в Лондон има представител и в друг спорт, в случая джудо. Спортистите на Науру нямат спечелен нито един медал.
Олимпийският комитет на Науру е създаден през 1991, но получава признание едва през 1994, изпускайки възможността да регистрира участие на Игрите в Барселона.

## Резултати по игри
| Година       | Спортове | Участници | Медали | Медали | Медали | Медали |
| ------------ | -------- | --------- | ------ | ------ | ------ | ------ |
| Година       | Спортове | Участници | Злато  | Сребро | Бронз  | Общо   |
| Атланта 1996 | 1        | 3         | 0      | 0      | 0      | 0      |
| Сидни 2000   | 1        | 2         | 0      | 0      | 0      | 0      |
| Атина 2004   | 1        | 3         | 0      | 0      | 0      | 0      |
| Пекин 2008   | 1        | 1         | 0      | 0      | 0      | 0      |
| Лондон 2012  | 2        | 2         | 0      | 0      | 0      | 0      |
| Общо         | Общо     | Общо      | 0      | 0      | 0      | 0      |